# Helena (księżna de Lugo)
Helena, księżna de Lugo, właśc. Elena Maria Isabel Dominica de los Silos de Borbón y Grecia (ur. 20 grudnia 1963 w Madrycie) – infantka hiszpańska, księżna de Lugo z dynastii Burbonów. Najstarsza córka króla Hiszpanii Jana Karola I Burbona i królowej Zofii Glücksburg, siostra króla Hiszpanii Filipa VI.
18 marca 1995 w Sewilli poślubiła Jaime de Marichalar y Sáénz de Tejada. Z tej okazji ojciec przyznał jej tytuł księżnej de Lugo. Para ma dwoje dzieci:
- Felipe Juan Froilán de Todos los Santos de Marichalar y Borbón (ur. 17 lipca 1998)
- Victoria Federica de Todos los Santos de Marichalar y Borbón (ur. 9 września 2000)

13 listopada 2007 dwór podał oficjalną informację o separacji Eleny z mężem za obustronną zgodą. W listopadzie 2009 w mediach pojawiła się plotka o rozwodzie pary, która sprawdziła się w grudniu tego samego roku. 9 lutego 2010 rozwód został oficjalnie ogłoszony, a Jaime de Marichalar stracił tytuł i status członka rodziny królewskiej.

## Wywód przodków
| 4. Jan Burbon            |  |                       |  |  |                  |
|                          |  | 2. Jan Karol I Burbon |  |  |                  |
| 5. Maria Mercedes Burbon |  |                       |  |  |                  |
|                          |  |                       |  |  | 1. Helena Burbon |
| 6. Paweł I Glücksburg    |  |                       |  |  |                  |
|                          |  | 3. Zofia Glücksburg   |  |  |                  |
| 7. Fryderyka Hanowerska  |  |                       |  |  |                  |
|                          |  |                       |  |  |                  |